# Etheostoma etnieri
Etheostoma etnieri är en fiskart som beskrevs av Bouchard, 1977. Etheostoma etnieri ingår i släktet Etheostoma och familjen abborrfiskar. Inga underarter finns listade i Catalogue of Life.